# Rhodos
Den græske ø Rhodos ligger ca. 500 kilometer fra den græske havneby Piræus. Det er en af de større græske øer med et areal på 1400 km². Øen Rhodos er en af øerne i Dodekaneserne.
Rhodos by er kendt for Kolossen på Rhodos der stod over indsejlingen til Mandraki-havnen. Den blev ødelagt af et jordskælv i 226 f.kr.
Den gamle bydel er et rent fæstningsværk. I 1480 blev Rhodos belejret af osmannerne, som forårsagede store ødelæggelser på øen.
Desuden kendes øen for Lindos der ligger sydøst for Rhodos by.
Rhodos Lufthavn "Diagoras" ligger ved byen Paradisi.
På Rhodos nordligste punkt ligger et akvarium under jorden.

## Klima
| Vejr for Rhodos         | Vejr for Rhodos | Vejr for Rhodos | Vejr for Rhodos | Vejr for Rhodos | Vejr for Rhodos | Vejr for Rhodos | Vejr for Rhodos | Vejr for Rhodos | Vejr for Rhodos | Vejr for Rhodos | Vejr for Rhodos | Vejr for Rhodos | Vejr for Rhodos |
|                         | Jan             | Feb             | Mar             | Apr             | Maj             | Jun             | Jul             | Aug             | Sep             | Okt             | Nov             | Dec             | År              |
| ----------------------- | --------------- | --------------- | --------------- | --------------- | --------------- | --------------- | --------------- | --------------- | --------------- | --------------- | --------------- | --------------- | --------------- |
| Gennemsnitlig maks °C   | 4               | 15              | 10              | 15              | 22              | 25              | 28              | 29              | 27              | 23              | 9               | 5               | 17,67           |
| Gennemsnitlig min °C    | −1              | 13              | 2               | 5               | 20              | 23              | 25              | 26              | 24              | 21              | 3               | 1               | 13,5            |
| Gennemsnitlig nedbør mm | 27              | 56              | 22              | 21              | 9               | 2               | 0               | 1               | 8               | 32              | 27              | 40              | 245             |